# 李根 (篮球运动员)
李根（1988年8月15日—），河南焦作人，中国职业篮球运动员，司职小前锋。他在2012入选CBA全明星赛，并取得2011-12年CBA全明星赛最有价值球员称号。2013年，辽宁全运会李根代表上海市出战。在2013年至2015赛季两个CBA联赛中，李根在北京首钢实现了总冠军的卫冕。2015年夏天，李根加盟了新疆飞虎。2017年4月，李根效力的新疆喀什古城队最终以4:0战胜广东东莞银行队夺得2016-17年中国男子篮球职业联赛总冠军，这是新疆队首次CBA夺冠，成为CBA历史上第六支总冠军球队。李根也成为CBA历史上第一位代表两支不同球队夺冠的球员。2019年6月25日，李根回归上海大鯊魚。2020年轉會至北京紫禁勇士，后于2022年1月22日被球队解雇。

## 个人生活
李根在2016年9月19日领证结婚，妻子是王星洋，北京人，两人于2015年开始交往。2017年6月4日两人在焦作举办婚礼。